# Эффект CSI
«Эффект CSI» описывает то, как влияет на общественное восприятие преувеличенное изображение возможностей криминалистики в сериалах. Чаще всего упоминание эффекта связано с убеждением, что присяжные стали более требовательны к доказательствам судебно-медицинской экспертизы в уголовных процессах, что повышает и стандарты работы для прокуроров.
Впервые термин был опубликован в статье USA Today в 2004 году, которая описывала влияние, оказываемое на присяжных телевизионными программами, посвященными криминалистике.
Несмотря на то, что мнение о существовании «эффекта CSI» широко распространено среди американских юристов, некоторые исследования показали, что криминальные шоу вряд ли вызовут такой эффект. Хотя те, кто смотрит «CSI» регулярно, могут придавать меньшее значение косвенным доказательствам.
Второй составляющей эффекта является то, что у людей также могут возникнуть более высокие ожидания в отношении возможностей судебно-медицинской технологии, так как технологии непрерывно совершенствуются.
Наконец, «эффект CSI» вновь популяризировал судебно-медицинскую сферу системы уголовного правосудия в СМИ и научных кругах.

## Предыстория
«Эффект CSI» назван в честь телесериала «C.S.I.: Место преступления», впервые вышедшего в эфир в 2000 году. В сериале вымышленная команда «следователей на месте преступления» ("crime scene investigators" или CSI) раскрывает убийства в Лас-Вегасе. В каждом эпизоде обнаружение мертвого тела приводит к уголовному расследованию, во время которого сотрудники отдела собирают и анализируют судебно-медицинские доказательства, допрашивают свидетелей и задерживают подозреваемых.
Популярность процедурала привела к появлению трех спин-оффов: «C.S.I.: Место преступления Майами», дебютировавшего в 2002 году, «C.S.I.: Место преступления Нью-Йорк», впервые вышедшего в эфир в 2004 году, и «C.S.I.: Киберпространство», премьера которого состоялась в 2015 году. В 2021 году в эфир вышел новый спин-офф, «C.S.I.: Вегас», в котором к ролям Гила Гриссома и Сары Сайдл вернулись Уильям Петерсен и Джорджа Фокс.
Успех франшизы «CSI» привел к созданию множества подобных шоу. Так что «Эффект CSI» был связан как с драматическими и криминальными телесериалами, которые предшествовали «CSI» («Американское правосудие», «Досье нераскрытых дел», «Тайна нераскрытых преступлений», «Экспонат А: Секреты судебно-медицинской экспертизы», «Медицинский детектив», «Безмолвный свидетель», «Воскрешая мёртвых» и другие), так и сериалами, которые последовали за ним («Кости», «Детектив Раш», «Мыслить как преступник», «Расследование Джордан», «Морская полиция: Спецотдел», «4исла», «Тугая струна» и «Без следа»).
Согласно рейтингам Nielsen, шесть из десяти самых популярных телешоу в США в 2005 году были криминальными драмами, а «C.S.I.: Место преступления» достигло первой строчки рейтинга в ноябре 2007 года. В 2023 году криминальные драмы продолжают занимать существенную часть в десятке самых популярных шоу - три сериала заняли позиции с третьей по пятую, уступив только американскому футболу.
Некоторые аспекты популярных криминальных шоу критиковались как нереалистичные. Например, персонажи сериала не только исследуют места преступлений, но также проводят рейды, преследуют, арестовывают и допрашивают подозреваемых, раскрывают дела. В реальной жизни большая часть обязанностей входит в сферу ответственности детективов, и патрульных.
Кроме того, если «CSI» обрабатывают место преступления, им нецелесообразно также участвовать в исследовании и проверке любых доказательств, собранных с этого места - это может поставить под угрозу беспристрастность научных доказательств.
В ходе реальных расследований данные о ДНК и отпечатках пальцев зачастую невозможно получить, а если они доступны, обработка может занять несколько недель или месяцев. Телевизионные криминалистические лаборатории при этом обычно получают результаты в течение нескольких часов.
В качестве примера нереалистичных технологий в сериале можно привести исследование из первого сезона «CSI». Оно заключалось в том, что техники изготовили гипсовую форму внутренней части раны, чтобы определить тип ножа, использованного для нанесения раны, что невозможно при нынешних технологиях.
Также персонажи на телевидении часто используют слово «соответствие», чтобы описать окончательную взаимосвязь между двумя доказательствами. Настоящие судебно-медицинские эксперты склонны использовать менее определенные термины, признавая, что абсолютная уверенность чаще всего невозможна.
Энтони Э. Зуикер, создатель франшизы «CSI», заявил, что «вся научная информация в сериале точна». Исследователи, однако, охарактеризовали изображение судебной медицины CSI как «волшебство высоких технологий». Судмедэксперт Томас Мауриелло подсчитал, что 40 процентов научных методов, изображенных в «CSI», не существует. Также помимо использования нереалистичных методов, «CSI» игнорирует все элементы неопределенности, присутствующие в реальных исследованиях, изображая экспериментальные результаты как абсолютную истину.
Идея о том, что эти неточные изображения могут изменить общественное восприятие судебно-медицинских доказательств, получила название «эффект CSI» - термин, который начал появляться в основных средствах массовой информации еще в 2004 году.
В результате потерпевшие, их семьи, а также присяжные начали ожидать мгновенных ответов от продемонстрированных методов, таких как анализ ДНК и снятие отпечатков пальцев. Фактическая судебно-медицинская экспертиза при этом часто занимает дни или недели без гарантии выявления неопровержимых улик для обвиняемого. Окружные прокуроры заявляют, что количество обвинительных приговоров по делам с небольшим количеством вещественных доказательств снизилось во многом из-за влияния «CSI» на членов присяжных.
К 2009 году в газетах и журналах появилось более 250 историй об «эффекте CSI», включая статьи в National Geographic, Scientific American и US News & World Report.

## Результаты исследования
Хотя «эффект CSI» является недавним явлением, уже давно признано, что изображение правовой системы Соединенных Штатов в средствах массовой информации способно существенно изменить общественное сознание, знания и мнения о ней.
В 1990 году один адвокат сказал газете «The New York Times», что «любой адвокат, который не смотрит «Закон Лос-Анджелеса» накануне суда, является дураком». Опрос присяжных 2002 года показал, что зрители популярного судебного шоу «Судья Джуди» были в значительной степени дезинформированы о целях судьи в зале суда[..
Более ранние программы, которые могли повлиять на общественное восприятие «правовых или следственных систем», включают «Перри Мейсона» (1957–1966), «Куинси» (1976–1983) и франшизу «Закон и порядок» (1990 – настоящее время).
Сообщения СМИ об уголовных процессах, обширное ведение блогов в Интернете и успехи проекта «Невиновность» также способствовали повышению осведомленности общественности о судебной медицине. Создатель франшизы CSI Зуикер заявил: «Эффект CSI», на мой взгляд, самая удивительная вещь, которая когда-либо выходила из сериала».
«Эффект CSI» описан исследователями Н. Дж. Швайтером и Майклом Дж. Саксом как отсылка к предполагаемому феномену «CSI», повышающему реальные ожидания жертв преступлений и членов присяжных в отношении судебной медицины, в особенности к исследованию места преступления и анализа ДНК. Дональд Э. Шелтон, Янг С. Ким и Грегг Барак заявили, что это изменило способ ведения многих судебных процессов в настоящее время, поскольку на прокуроров оказывается давление, чтобы они представляли в суде больше судебно-медицинских доказательств.
В 2006 году доказательства, приведенные в поддержку предполагаемого эффекта, представляли собой в основном забавные случаи от сотрудников правоохранительных органов и прокуратуры. Как утверждается, было проведено мало эмпирических исследований эффекта, а по версии одного из опубликованных к тому времени исследований это явление могло быть городским мифом .
Опрос, проведенный Дональдом Э. Шелтоном среди 1027 потенциальных присяжных в Анн-Арборе, штат Мичиган, показал, что, хотя зрители «CSI» возлагали более высокие надежды на научные доказательства, чем зрители, не смотревшие «CSI», в большинстве случаев научные доказательства не были необходимым условием для вынесения приговора.
Однако более поздние исследования показывают, что современные телешоу действительно оказывают вводящее в заблуждение влияние на общественное восприятие и ожидания, а также на поведение присяжных заседателей.
Ссылаясь на «эффект CSI», по крайней мере один исследователь предложил проверять присяжных на предмет влияния на них подобных телепрограмм.

### Теория культивирования
Многие исследования «эффекта CSI» цитируют теорию культивирования Джорджа Гербнера, чтобы объяснить влияние, которое потребление телевизионных шоу может оказать на восприятие реальности зрителями. Теория Гербнера утверждает, что телевидение представляет собой централизованную систему сторителлинга, вызывая искажение реальности. Теория культивирования утверждает, что чем больше времени люди проводят «живя» в телевизионном мире, тем больше вероятность, что они поверят, что социальная реальность совпадает с «реальностью», изображаемой по телевидению. Теория предполагает, что те, кто больше смотрит телевизор, с большей вероятностью разовьют определенные убеждения о реальности, основанные на различных изображениях, показанных по телевидению.
В одном исследовании теория культивирования Гербнера применялась к студентам колледжей, чтобы увидеть, искажают ли криминальные шоу в Соединенных Штатах восприятие реальности зрителем. Было обнаружено, что студенты, которые часто смотрели криминальные шоу в США, с большей вероятностью верят различным неправильным представлениям о реальности, например, о том, насколько велика вероятность подвергнуться нападению ночью в Соединенных Штатах.
В другом исследовании теория Гербнера применялась к контент-анализу популярных криминальных драм, таких как «C.S.I.: Место преступления»», «Закон и порядок: Специальный корпус» , «Мыслить как преступник» и «Без следа». Исследователи обнаружили, что в этих шоу часто упоминается ДНК, подтверждая аргумент о том, что культивирование понятий в художественных произведениях оказывает влияние на реальный мир.

## Примеры

### Исследования
Популярность криминальных шоу якобы порождает среди присяжных множество неверных представлений о природе криминалистики и процедурах расследования.
Предполагается, что «эффект CSI» влияет на вердикты двумя основными способами:
Во-первых, присяжные ожидают большего количества судебно-медицинских доказательств, чем имеется в наличии или необходимо для вынесения решения. Это приводит к более высокому проценту оправдательных приговоров при отсутствии таких доказательств.
Во-вторых, присяжные больше, чем это оправдано, доверяют судебно-медицинским исследованиям и особенно доказательствам, связанным с исследованиями ДНК, что приводит к более высокому уровню обвинительных приговоров при наличии таких доказательств.
Хотя эти и другие последствия могут быть вызваны криминальными шоу, чаще всего сообщается о том, что присяжные ошибочно оправдывают обвиняемых, несмотря на неопровержимые доказательства вины. В частности, прокуроры сообщают, что чувствуют давление с требованием предоставить доказательства, связанные с ДНК, даже в тех случаях, когда есть показания очевидцев.
По результатам проведенного опроса 444 прокуроров, 56% из них считали, что «эффект CSI» почти всегда или всегда влияет на присяжных, а 81% считали, что «эффект CSI» влияет на судей.
В одном широко разрекламированном инциденте окружной прокурор округа Лос-Анджелес, Калифорния, Стив Кули обвинил актера Роберта Блейка, в том, что тот был оправдан по обвинению в убийстве из-за «эффекта CSI». Кули отметил, что оправдательный приговор был вынесен, несмотря на показания двух свидетелей о вине Блейка, и заявил, что присяжные были «невероятно глупы».
К 2005 году некоторые судьи и прокуроры начали менять процедуры судебного разбирательства и подготовки к слушанию, пытаясь противостоять «эффекту CSI»
Некоторые задают вопросы о телезрителях криминальных драм во время voir dire (отбора присяжных), чтобы обнаружить предвзятых присяжных .
Например, в деле «Чарльз и Дрейк против штата» (2010 г.) обвиняемые были признаны виновными в убийстве второй степени, и во время voir dire судья задал вопрос об «эффекте CSI». Апелляционный суд штата Мэриленд постановил, что этот вопрос при опросе неуместен из-за предвзятости в суждениях и использования термина «осужденный» без упоминания об оправдании.
Прокуроры также использовали вступительные заявления и заключительную аргументацию, чтобы свести к минимуму возможное влияние «эффекта CSI» .
В деле «Гофф против штата» (2009 г.) прокурор во время voir dire спросил присяжных об их способности вынести вердикт без научных доказательств, а затем напомнил им во время заключительных прений об этом вопросе. В данном случае упоминание «эффекта CSI» было сочтено приемлемым, поскольку использованные формулировки были нейтральными и беспристрастными.
Кроме того, инструкции для присяжных также использовались как средство информирования присяжных об «эффекте CSI».
В деле «Аткинс против штата» (2011 г.) присяжные были проинструктированы о том, что для признания дела действительным научные доказательства не обязательны. Суд постановил, что данное указание присяжным относительно научных доказательств было неправомерным, поскольку на государство не было возложено бремя доказывания.
Кроме того, прокуроры привлекли свидетелей-экспертов, чтобы объяснить, почему определенные формы вещественных доказательств не имеют отношения к их делу.
В одном австралийском деле об убийстве адвокат просил провести судебное разбирательство только с участием судей, чтобы избежать неправильной интерпретации доказательств, связанных с ДНК, присяжными .
Помимо необходимости задавать вопросы во время voir dire и делать вступительные и заключительные заявления, прокуроры тратят больше времени на процесс выбора присяжных, чтобы избежать выбора членов коллегии, которые регулярно смотрят телевизионные шоу, посвященные преступлениям .
К 2006 году «эффект CSI» получил широкое признание среди юристов, несмотря на малое количество эмпирических данных, подтверждающих или опровергающих его влияние.
Опрос, проведенный в 2008 году исследователем Моникой Робберс, показал, что примерно 80% всех американских юристов считают, что на их решения повлияли судебно-медицинские телевизионные шоу.
Профессор Нью-Йоркского университета Том Р. Тайлер утверждал, что с психологической точки зрения криминальные шоу с большей вероятностью повысят скорее количество обвинительных приговоров, чем оправдательных. Так происходит из-за возникновения после просмотра шоу чувств справедливости и завершенности, которые не достигаются, когда присяжные оправдывают обвиняемого. Предполагаемый рост числа оправдательных приговоров может быть связан с симпатией к обвиняемому или снижением доверия к правоохранительным органам .
Опрос студентов американских университетов, проведенный в 2006 году, пришел к аналогичному выводу: влияние CSI вряд ли обременит прокуроров и может даже помочь им.
Одно из крупнейших эмпирических исследований «эффекта CSI» было предпринято в 2006 году судьей окружного суда округа Уоштено Дональдом Шелтоном и двумя исследователями из Университета Восточного Мичигана. Они опросили более 1000 присяжных и обнаружили, что, хотя ожидания присяжных в отношении судебно-медицинских доказательств возросли, не было никакой корреляции между аудиторией криминальных шоу и склонностью к осуждению .
Одним из альтернативных объяснений изменения восприятия судебно-медицинских доказательств является так называемый «технический эффект»: по мере того, как технологии совершенствуются и становятся более распространенными в обществе, у людей возникают более высокие ожидания в отношении возможностей судебно-медицинских технологий.
Шелтон описал случай, когда член присяжных пожаловался на то, что обвинение не собрало с газона отпечатки пальцев. Эта процедура невозможна и не была продемонстрирована ни в одном криминальном шоу. Более позднее исследование тех же авторов показало, что частые зрители «CSI» могут придавать меньшее значение косвенным доказательствам, но количество зрителей не повлияло на оценку показаний очевидцев или их склонность выносить обвинительные приговоры в делах с несколькими типами доказательств.
Исследование статистики обвинительных приговоров в восьми штатах, проведенное в 2009 году, показало, что, вопреки мнению прокуроров по уголовным делам, количество оправдательных приговоров только снизилось за годы, прошедшие с момента дебюта «CSI». Исход любого судебного процесса гораздо сильнее зависит от штата, в котором он проходил, а не от того, произошло ли оно до или после премьеры «CSI» .
Исследование, проведенное в 2010 году Университетом Висконсина-Милуоки, предполагает, что, хотя и может существовать корреляция между аудиторией криминальных шоу и восприятием доказательств ДНК, не было никаких доказательств того, что такая аудитория повлияла на принятие решений. По состоянию на август 2010 года не было никаких эмпирических данных, подтверждающих корреляцию между зрительской аудиторией «CSI» и процентом оправдательных приговоров .
Один исследователь предположил, что восприятие «эффекта CSI» – и других эффектов в зале суда, таких как «синдром Перри Мейсона» и «синдром белого халата» – вызвано не некомпетентностью членов присяжных, а общим недоверием к системе присяжных в целом.

### Научное сообщество
Эффект CSI повлиял на способ обучения и подготовки судебно-медицинских экспертов. В прошлом те, кто стремился работать в области судебной экспертизы, обычно получали степень бакалавра естественных наук, а затем степень магистра. Однако популярность таких программ, как «CSI», привела к увеличению спроса на курсы бакалавриата и магистратуры в области судебной медицины.
В 2004 году программы судебно-медицинской экспертизы в Международном университете Флориды и Калифорнийском университете в Дейвисе увеличились вдвое, как сообщается, в результате «эффекта CSI». Однако многие студенты поступают на такие программы с нереалистичными ожиданиями. Профессиональный интерес к судебной медицине распространился среди студентов в других странах помимо США, включая Австралию, Великобританию и Германию. Возросшая популярность программы судебно-медицинской экспертизы в Университете Лозанны в Швейцарии также объясняется «эффектом CSI».
Хотя растущая популярность программ судебной экспертизы означает, что появляется больше претендентов на работу в криминалистических лабораториях, существует некоторая обеспокоенность тем, что эти курсы не готовят должным образом студентов к реальной криминалистической работе. Выпускникам часто не хватает четкого понимания основных научных принципов, которые можно получить из научной степени. Многим студентам-криминалистам предлагаются упрощенные упражнения с слишком четкими ответами, что может дать им искаженное представление о силе судебной медицины. Департамент полиции Альбукерке предпринял попытку повысить научную грамотность среди будущих судмедэкспертов и присяжных заседателей, разработав курс «Гражданин CSI», который знакомит местных жителей с «возможностями и ограничениями подлинных методов судебной экспертизы».
Хотя криминалистические шоу часто критикуют за изображение несуществующих технологий, они могут вдохновить изобретателей и исследовательские группы, поскольку научные инновации нередко впервые изображаются в научной фантастике.
Популяризация курсов судебной медицины, уголовного правосудия, криминологии и психологии в высших учебных заведениях может быть частично связана с телевизионными шоу, посвященными преступности. В то время как сериалы, основанные на криминалистике, такие как «CSI» и «Кости», повысили популярность программ криминалистики, «Мыслить как преступник» и «Куантико» продвигали программы психологии и уголовного правосудия соответственно. Одно исследование студентов колледжей показало, что студенты, специализирующиеся на уголовном правосудии, не основывали личные решения относительно своей специальности или карьеры на средствах массовой информации, но считали, что это сделали их одноклассники.

### Преступления
«Эффект CSI» может также изменить способ совершения преступлений. В 2000 году, когда дебютировал сериал «C.S.I.: Место преступления», 46,9% всех случаев изнасилования в США были раскрыты полицией. К 2005 году этот показатель упал до 41,3%. Некоторые исследователи объясняют это снижение «эффектом CSI», поскольку криминальные шоу часто непреднамеренно подробно объясняют, как преступники могут скрыть или уничтожить улики. Несколько жертв изнасилования сообщили, что после нападений нападавшие заставляли их принимать душ или мыться отбеливателем.
В декабре 2005 года Джермейн МакКинни ворвался в дом в округе Трамбал, штат Огайо, где убил двух женщин. Поклонник «CSI», МакКинни пошел на необычные меры, чтобы уничтожить улики своего преступления: он вымыл руки отбеливателем, сжег тела и одежду и попытался выбросить орудие убийства в озеро. В конце концов МакКинни был задержан.
Рэй Пиви, глава отдела по расследованию убийств округа Лос-Анджелес, отметил, что, помимо обучения преступников тому, как скрывать улики, криминальные шоу могут даже «воодушевить их, когда они увидят, как легко избежать наказания по телевидению».
Другие утверждают, что такие сериалы, как «CSI», не оказывают никакого воспитательного воздействия на преступников. Макс Хоук, директор Инициативы судебно-медицинской экспертизы в Университете Западной Виргинии, сказал, что, хотя CSI может обучать преступников, люди, которые прибегают к преступной жизни, как правило, изначально не очень умны.
Также возможно, что криминальные шоу будут иметь противоположный эффект, если попытки скрыть улики дадут больше улик. Хоук привел пример преступников, которые избегали облизывать конверты из-за ДНК в слюне, а вместо этого оставляли отпечатки пальцев и образцы волос на клейкой ленте.
Тэмми Кляйн, ведущий следователь по делу МакКинни, заявила, что убийства, которые она расследует, совершаются людьми, «которые по большей части довольно глупы». Ларри Познер, бывший президент Национальной ассоциации адвокатов по уголовным делам, утверждал, что, поскольку люди, совершающие насильственные преступления, как правило, не принимают меры предосторожности, телевизионные программы судебно-медицинской экспертизы вряд ли окажут какое-либо влияние на их поведение.
Осужденный серийный насильник Джонатан Хейнс заставлял своих жертв уничтожать улики судебно-медицинской экспертизы. Его поймали только после того, как одна из его жертв намеренно вырвала себе волосы, которые позже были обнаружены в его машине, привязав его к нападению. Её вдохновил просмотр телесериала «CSI».

### Эффект начальника полиции
Менее известная подкатегория «эффекта CSI» известна как «эффект начальника полиции». Он предполагает, что криминальные шоу, обучают преступников тому, как избежать обнаружения со стороны правоохранительных органов.
Телевизионные шоу часто показывают методы, которые преступники используют, чтобы снизить вероятность оставить свою ДНК на месте преступления. Например, надевая перчатки или используя отбеливатель.
Этот эффект также распространяется на не связанные с ДНК доказательства, вроде прохождения теста на полиграфе.

### Полицейские расследования
Сотрудники правоохранительных органов часто получают запросы и требования по поводу своих расследований, которые связаны с их нереалистичным изображением на телевидении. В опросе канадских полицейских, проведенном в 2010 году, некоторые были разочарованы вопросами, связанными с «CSI», хотя большинство видели в них возможность информировать общественность о реальной работе полиции.
Новые технологии и возросшая осведомленность общественности о судебной медицине стимулировали новый интерес к возобновлению работы по нераскрытым делам и способствовали повышению ответственности сотрудников полиции.
Однако возросший спрос на судебно-медицинские доказательства может привести к неконтролируемой нагрузке на судебно-медицинские лаборатории. Некоторые криминалистические лаборатории ежегодно рассматривают несколько тысяч дел.
Многим правоохранительным органам не хватает места для хранения растущего количества собранных вещественных доказательств. В некоторых расследованиях доказательства ДНК не собираются просто потому, что недостаточно места для их надлежащего хранения.